# 理察·鲍爾斯
理察·鲍爾斯（英語：Richard Powers，1957年6月18日—）是一位美國小說家，其作品多半是探索現代科學與技術對於世界的影響。 他的小說《The Echo Maker》 榮獲 2006年美國國家圖書獎。在他的職業生涯中，他還獲得了許多其他獎項，包括麥克阿瑟獎。 截至2021年，鮑爾斯已出版13部小說，並曾在伊利諾伊大學和史丹佛大學任教。 他憑藉小說《树语》榮獲2019年普立茲小說獎。

## 外部連結
- 官方网站
- Richard Powers, Professor of English （页面存档备份，存于） at UIUC
- Archived official website with extensive bibliography
- Kevin Berger. . The Paris Review.   [2021-10-25]. （原始内容存档于2021-10-27）.